# Andor Kozma
Andor Kozma Leveldi (12. ledna 1861 Marcali – 16. dubna 1933 Budapešť) byl maďarský básník, spisovatel, novinář a překladatel.

## Život

### Rodina, studium
Byl potomkem starého zadunajského reformovaného šlechtického rodu Kozmů z Leveldu. Jeho otec byl Sándor Kozma (1825–1897) z Leveldu, vrchní prokurátor, a jeho matka byla Regina Dóczy (1836–1879) z Lipska. Jeho sourozenci byli: Ferenc (1857–1937), József (–1863), Mária Jeszenszky (1867–1962), Antónia (–1877), Regina (–1881), Ilona Kandó (–1933) a Erzsébet Fésüs (–1956).
Andor Kozma absolvoval střední školu na reformované koleji v Pápě, poté ve Felsőlövő (nyní Oberschützen v Rakousku), nejdéle však na luteránské střední škole v Budapešti. Vystudoval práva na Univerzitě v Budapešti, odkroutil si vojenský rok a po získání důstojnické hodnosti odešel do civilu.

### Kariéra
V roce 1885 se stal úředníkem, později generálním tajemníkem největší tuzemské pojišťovny, První maďarské všeobecné pojišťovny. Zároveň psal do různých novin a časopisů. R. 1893 byl zvolen členem Kisfaludyho společnosti a od roku 1899 se stal jejím druhým tajemníkem, roku 1901 se stal členem Uherské akademie věd. V letech 1910–1918 byl poslancem maďarského národního shromáždění za Národní stranu práce.
Měl velký podíl na tom, že Endre Ady vyhrál literární cenu hlavního města, a také podporoval mladého Zsigmonda Móricze. Oba o něm psali s velkým respektem a uznáním.
Jeho nejvýznamnějším překladatelským počinem byl překlad obou dílů Goethova Fausta, který vyšel v roce 1924. Roku 1920 byl zvolen generálním tajemníkem Kisfaludyho společnosti a čestným členem Akademie. V roce 1922 vyšel jeho epos Turán, na který v tomto žánru navázaly Conquest (1925) a Petőfi (1927), z nichž posledně jmenovaný přiměl Petőfiho společnost ke zvolení Andora Kozmu za čestného člena.
V roce 1929 byl zvolen druhým prezidentem Kisfaludyho společnosti. Andorova poslední kniha, překlad Fausta od Nikolause Lenaua, vyšla r. 1931. Téhož roku prodělal mozkovou mrtvici, která ukončila jeho literární kariéru. Zemřel 16. dubna 1933.
Byl pohřben v Budapešti na hřbitově Kerepesi úti, na dekorativním hrobovém místě darovaném hlavním městem. Na jeho hrob byl umístěn pomník Pála Pátzaye.

### Manželství a děti
2. června 1886 se v Bratislavě oženil se svou přítelkyní a láskou z dětství Gizellou Fésüs z Nagyszekeresu (1867–1945); její otec byl György Fésüs z Nagyszekeresu (1841–1914), dvorní rada, učitel práv, spisovatel a matka Gizella Berczik (1843–1916) z Jászá. Narozené děti: Gizella (1887–1957), Mária (1888–1967), Andrea, István.

### Památka
Župa Somogy a Berzsenyiho literární a umělecká společnost označily jeho rodný dům v Marcali pamětní deskou a na jeho památku byla postavena socha v zahradě Csokonaiho reformovaného gymnázia v Csurgó. Mezi dvěma světovými válkami bylo jeho dílo součástí školních osnov a studenti museli studovat jeho báseň A Carthágói Harangok. Po revoluci 1948 ho však komunistická kulturní politika pod záminkou nacionalismu a gentrifikace zařadila na index a jeho díla nevycházela. Za Kádárovy éry byl klasifikován jako tolerovaný, jeho básně vycházely sporadicky ve sbornících, o jeho tvorbě se věnovalo i Magyar Rádió. Po změně režimu vyšla v roce 2001 jeho fragmentární autobiografie, která zůstala v rukopise, v roce 2007 vydal sedmihradský nakladatel jeho výpravnou báseň Honfoglazal a v roce 2016 vyšel svazek jeho vybraných děl.
Jeho jméno bylo na pamětní desce připomínající jména slavných studentů evangelického gymnázia Deák Tér. Budapešť XI. (Újbuda) a jeho potomci označili v roce 2015 pamětní deskou jeho bývalé bydliště na náměstí Szent Gellért.

### Poezie
Jeho básnické knihy vydané v 90. letech 19. století se vyrovnaly básnickým sbírkám Jenő Heltaie, Ignotuse a Emila Makai vydaných ve stejném desetiletí. I jeho emocionální religiozita ho přivedla do paralely s Józsefem Kissem nebo Emilem Makaiem. Jednou z jeho nejznámějších básní byly „A Karthágói Harangok“, báseň lze označit za poetickou povídku, bylo to snad nejkrásnější vyznání víry na památku roku 1848.

### Hodnocení
Literární historie řadí Andora Kozmu mezi vrcholné představitele "národního" konzervatismu, přestože byl nejen dobrým básníkem, ale v době svých nejlepších let básníkem významným. Stejně tak byl proti stálosti nacionalismu, připojil se k poezii Jenő Heltaie a Jánose Aranyho. Byl kolega a přítel mladých básníků A Hét v 90. letech 19. století.

## Dílo
- A tegnap és a ma (versek, Budapest, 1889)
- Korképek (Budapest, 1892)
- Versek (Budapest, 1893)
- Szatírák (versek, Budapest, 1898)
- Vig elbeszélések (Budapest, 1898)
- Vallásos költemények (Budapest, 1902)
- Magyar symphoniák (Budapest, 1909)
- A katona a magyar költészetben (Budapest, é.n. 191.)
- Gyulai Pál, az ember és a költő (tanulmány, Budapest, 1912)
- Eötvös József (tanulmány, Budapest, 1913)
- Baksay Sándor (tanulmány, Budapest, 1916)
- Hetedhét országból (útirajzok, Budapest, 1916)
- Magyar Rhapsodiák (Budapest, 1920)
- Turán (ősrege, Budapest, 1922)
- Honfoglalás (történelmi rege, Budapest, 1925, Marosszentgyörgy, Románia, 2007)
- Arany János (tanulmány, Budapest, 1926)
- Petőfi (költői regény, Budapest, 1927)
- Posztumusz versek; in: Merényi Oszkár: Kozma Andor. Kaposvár, 1941 (Csurgói könyvtár)
- Az öreg iskola; összeáll., utószó Merényi László; Jókai Városi Könyvtár, Pápa, 2001 (Pápai diákok)
- Életem. Marcali, Kaposvár, Pest-Buda, Pápa az 1860-as években; sajtó alá rend. Varga Éva; Somogy Megyei Múzeumok Igazgatósága, Kaposvár, 2001
- Honfoglalás. Történelmi rege; Hoppá!, Marosszentgyörgy, 2007
- A karthágói harangok. Válogatott versek és prózai írások; vál., szerk., jegyz. Tasnádi Kovács Péter, szerk, utószó Szörényi László; Napkút, Budapest,2016 (Remekírók retró)

### V češtině
- Humoristické historky – přeložil Gustav Narcis Mayerhoffer: Praha: Jan Otto, 1896
- Panika – př. G. N. Mayerhoffer; in: 1000 nejkrásnějších novel... č. 17. Praha: J. R. Vilímek, 1912